# 24648 Evpatoria
24648 Evpatoria è un asteroide della fascia principale. Scoperto nel 1985, presenta un'orbita caratterizzata da un semiasse maggiore pari a 2,8753490 UA e da un'eccentricità di 0,2852963, inclinata di 6,42488° rispetto all'eclittica.